# Kostel svatého Vavřince (Teplice nad Metují)
Kostel svatého Vavřince je římskokatolický kostel v Teplicích nad Metují.

## Historie
Kostel nechal postavit roku 1724 Jan Karel Straka z Nedabylic. Nachází se na místě bývalého, zřejmě dřevěného kostela, který je doložen v 15. století.

## Architektura
Jedná se o jednolodní kostel s půlkruhově uzavřeným presbytářem, je chráněný jako kulturní památka České republiky.
Hlavní vchod je osazen mohutnými dubovými dveřmi z roku 1918 s figurálními řezbami ze Starého a Nového zákona.
Původní nástropní malby Zmrtvýchvstání a Nanebevstoupení Krista zjevujícího se apoštolům z roku 1730 a bohatě vyřezávané zařízení. Zvon o váze 5 metrických centů s původním českým nápisem "Tento zvon slyt jest k cti a slávě Boží Léta Páně 1513". Další tři zvony byly v roce 1916 použity pro válečné účely. Věž kostela byla opravena v roce 2012.

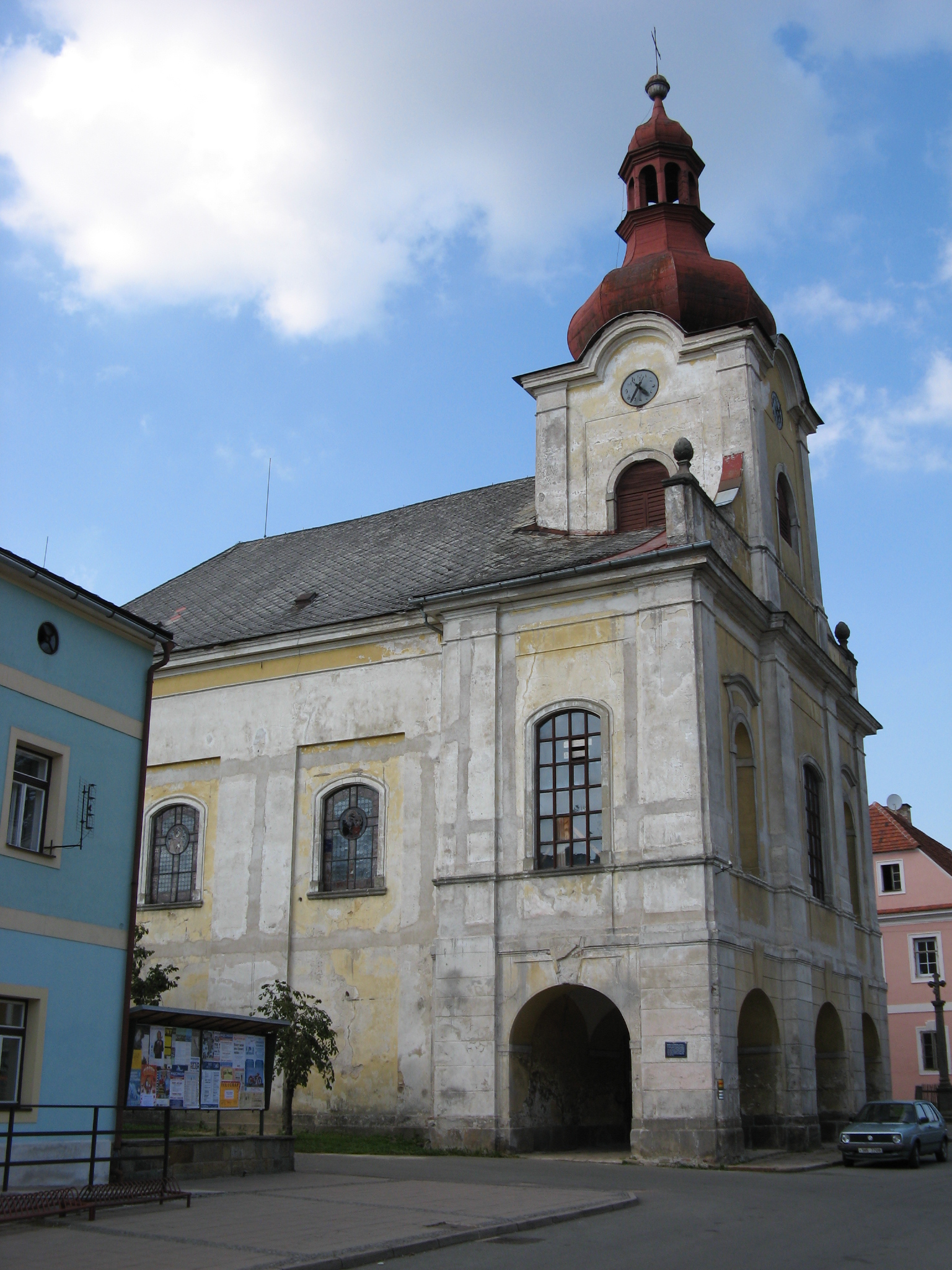
Kostel sv. Vavřince

## Interiér
Hlavní oltář obsahuje obraz svatého Vavřince, po stranách se nachází další čtyři oltáře.

## Bohoslužby
Bohoslužby se konají pětkrát v týdnu.